# Lena Meyer-Landrut
Lena Johanna Therese Meyer-Landrut (Hannover, Baja Sajonia, 23 de mayo de 1991) más conocida como Lena, es una cantante, compositora y actriz alemana. Representó a Alemania en el Festival de la Canción de Eurovisión 2010 en Oslo, Noruega y ganó el concurso con la canción «Satellite». Con sus tres canciones en la final del programa Unser Star für Oslo (Nuestra estrella para Oslo), Lena estableció un récord en su país natal por debutar con tres canciones en el top cinco de las listas alemanas. El concurso resultó un fenómeno social de masas en Alemania y la cantante pasó del anonimato a la fama después de su victoria. Debido a esto, tanto «Satellite» como su primer álbum My Cassette Player debutaron en el número uno en Alemania; «Satellite» fue certificado doble platino y My Cassette Player fue certificado cinco veces oro por sus ventas de más de 500 000 copias en el país.
Un año más tarde, se anunció que volvería a representar a Alemania en Eurovisión, esta vez celebrado en 2011 en Düsseldorf para defender su título con el tema «Taken by a Stranger», la cual alcanzó el número dos en Alemania y se incluyó en su segundo álbum de estudio Good News, que alcanzó de nuevo la posición número uno y fue certificado disco de platino en Alemania tras vender 200 000 copias. Su tercer álbum de estudio Stardust fue lanzado en septiembre de 2012 y también cosechó un notable éxito en las listas europeas. En 2015, publicó su cuarto álbum Crystal Sky y obtuvo valoraciones muy buenas por parte de los críticos. Su último álbum, Only Love, L, fue lanzado en abril de 2019 y debutó en la posición número dos en Alemania. Muchos sencillos de estos álbumes se convirtieron en un éxito en todos los países de la Europa germanoparlante, incluyendo «Stardust» (2012), «Wild & Free» (2015) y «Better» (2019).
Considerada una de las artistas alemanas más importantes en debutar en la década de 2010, Lena ha ganado numerosos premios que incluyen el 1LIVE Krone, un Comet, el Radio Regenbogen Award, tres premios Echo, y cinco MTV Europe Music Awards. En 2019, Lena se convirtió en una de las diez artistas alemanas más escuchadas en Spotify de la década de 2010. Su éxito ha llevado a que algunos medios de comunicación se refieran a ella como la «princesa del pop europeo». Aparte de su carrera musical, la cantante también ha ejercido de actriz de doblaje en numerosas películas de animación alemanas.

## Biografía

### 1991–2009: primeros años
Lena Johanna Therese Meyer-Landrut nació el 23 de mayo de 1991 en Hannover, Baja Sajonia, Alemania. Es nieta del estonio Andreas Meyer-Landrut, embajador de Alemania Occidental para la Unión Soviética en Moscú desde 1980 hasta 1983 y desde 1987 hasta 1989 y de Hanna Karatsony von Hodos, aristócrata de la nobleza húngara. También, diversos registros demuestran que es familiar de Nikolaus Meyer-Landrut, un diplomado alemán que trabaja para la Unión Europea. Tiene raíces familiares alemanas, estonias, húngaras y francesas. Creció como hija única de madre soltera, y comenzó a tomar clases de baile a la edad de cinco años, inicialmente haciendo ballet clásico y más tarde la práctica de diversos estilos modernos como hip hop y jazz. Durante su adolescencia, su madre la apuntó en una escuela privada de música donde aprendió a tocar el piano, participando en varias orquestas escolares, así como también en diversas obras teatrales escolares. En junio de 2010 se graduó de su bachillerato de biología en Roderbruch IGS Hannover. Meyer-Landrut más tarde tomó clases de canto y apareció como actriz extra en episodios de varias series de televisión alemanas. Inicialmente se inscribió a la Universidad de Colonia para cursar el doble grado de estudios africanos y filosofía aunque tuvo un poco de dificultades a la hora de llevar a cabo sus estudios ya que se preocupó más en seguir con su carrera musical.

### 2010:Unser Star für Oslo,My Cassette Playery Eurovisión
| Apariciones en Unser Star für Oslo:                                                        | Apariciones en Unser Star für Oslo: | Apariciones en Unser Star für Oslo:                    | Apariciones en Unser Star für Oslo: | Apariciones en Unser Star für Oslo: | Apariciones en Unser Star für Oslo: |
| Presentación                                                                               | Canción                             | Artista original                                       | Resultado                           |                                     |                                     |
| ------------------------------------------------------------------------------------------ | ----------------------------------- | ------------------------------------------------------ | ----------------------------------- | ----------------------------------- | ----------------------------------- |
| Presentación 1                                                                             | «My Same»                           | Adele                                                  | Salvada                             |                                     |                                     |
| Presentación 3                                                                             | «Diamond Dave»                      | The Bird and the Bee                                   | Salvada                             |                                     |                                     |
| Presentación 4                                                                             | «Foundations»                       | Kate Nash                                              | Salvada                             |                                     |                                     |
| Presentación 5                                                                             | «New Shoes»                         | Paolo Nutini                                           | Salvada                             |                                     |                                     |
| Presentación 6                                                                             | «Mouthwash» «Neopolitan Dreams»     | Kate Nash Lisa Mitchell                                | Salvada                             |                                     |                                     |
| Semifinal                                                                                  | «Mr. Curiosity» «The Lovecats»      | Jason Mraz The Cure                                    | Finalista                           |                                     |                                     |
| Final                                                                                      | «Bee» «Satellite» «Love Me»         | Jennifer Braun / Lena Meyer-Landrut Lena Meyer-Landrut | Ganadora                            |                                     |                                     |
| Jennifer Braun y Lena Meyer-Landrut actuaron las versiones «Bee» y «Satellite» en la final |                                     |                                                        |                                     |                                     |                                     |

A pesar de no haber tenido experiencia profesional como cantante, Meyer-Landrut decidió presentarse al casting de Unser Star für Oslo (Nuestra estrella para Oslo), un programa televisivo creado exclusivamente para seleccionar al representante alemán para el Festival de la Canción de Eurovisión 2010 que ese año se celebraba en la ciudad de Oslo, Noruega. El programa fue organizado por la cadena pública alemana ARD y la cadena de televisión privada ProSieben, así como por el actor y productor musical Stefan Raab. Entre 4500 participantes, Meyer-Landrut fue la elegida como una de los 20 concursantes para competir en el programa. Le preguntaron sobre su motivación para entrar al concurso, y declaró: «Me gusta ponerme a prueba. Quería ver cómo soy percibida, y quería oír lo que el público dice con el conocimiento que tiene al respecto. Personalmente no puedo juzgar a todo el personal de Eurovisión». Tras estas declaraciones, fue muy respetada por los medios de comunicación alemanes.
En la primera gala del programa interpretó «My Same» de la cantante británica Adele; recibió comentarios muy positivos por los miembros del jurado profesional y se consideró de inmediato la favorita para ganar el programa. La semana siguiente, la canción que interpretó —«My Same»— entró en la lista oficial de singles alemanes en la posición número 61. Después de siete galas llegó a la final del programa; a lo largo del concurso interpretó canciones de artistas internacionales como The Bird and the Bee, Kate Nash, Paolo Nutini y Lisa Mitchell. De sus ocho canciones interpretadas, cinco de las canciones originales entraron en la cima de las listas alemanas. En la final el 12 de marzo de 2010, que compitió contra Jennifer Braun, Meyer-Landrut cantó tres canciones escritas específicamente para el concurso: «Bee», «Satellite» y «Love Me». A través del televoto, la audiencia eligió «Satellite», un tema escrito por la compositora estadounidense Julie Frost y por el danés John Gordon, fue la canción elegida para Lena para ir al Festival de Eurovisión. En una segunda ronda de votación, Meyer-Landrut fue elegida como la representante de Alemania en el Festival de Eurovisión 2010, superando a Jennifer Braun. El vídeo musical de «Satellite» fue estrenado durante la noche de la final y se estrenó a la vez en canales de televisión de Alemania, Noruega, Letonia y Suiza cuatro días después. La grabación de «Satellite» fue producida por John Gordon, Andre "Brix" Buchmann, Ingo Politz y Bernd Wendtland. La remastarización la realizó Sascha «Busy» Bühren.
A lo largo del programa, Meyer-Landrut fue vista como la clara favorita, mientras que a menudo encabezaba las encuestas de Internet con mucha diferencia respecto los demás participantes. Un día después de ganar Unser Star für Oslo, las tres de las canciones interpretadas por ella en la final ocuparon las tres primeras posiciones de las listas de iTunes en Alemania, y desde hacía 25 años, se convirtió en la primera cantante en lograr ocupar las tres primeras posiciones durante tres días consecutivos. «Satellite» logró vender más de 100 000 descargas en su primera semana, convirtiéndose así en el sencillo más rápido en ventas de la historia de Alemania. «Satellite», «Bee» y «Love Me» entraron en el top cinco de la lista de canciones alemana, alcanzando las posiciones número uno, tres y cuatro respectivamente; ningún artista había logrado esta hazaña. «Satellite» era elegible para ser certificado disco de oro después de la primera semana de lanzamiento y platino en su cuarta semana de lanzamiento. La canción se mantuvo como número uno durante cinco semanas consecutivas en Alemania.
Mientras competía en Unser Star für Oslo, Meyer-Landrut continuó asistiendo a sus clases de bachillerato. El último programa se llevó a cabo un mes antes del comienzo de sus últimas pruebas de los exámenes finales, conocidos como Abitur. Tras los exámenes, lanzó su primer álbum My Cassette Player, el 7 de mayo de 2010 y producido por Stefan Raab, que incluye «Satellite», «Love Me» y «Bee», así como dos covers del programa y ocho canciones inéditas. Meyer-Landrut es acreditada como coescritora de My Cassette Player. El álbum debutó en el número uno en Alemania y Austria, la tercera posición en Suiza, el número cinco en la European Hot 100 y fue certificado cinco veces oro en Alemania para la venta de más de 500 000 unidades. El álbum logró la posición número cuatro en la carta de los álbumes de Grecia, superando a la exitosa Helena Paparizou.

#### Victoria en Eurovisión

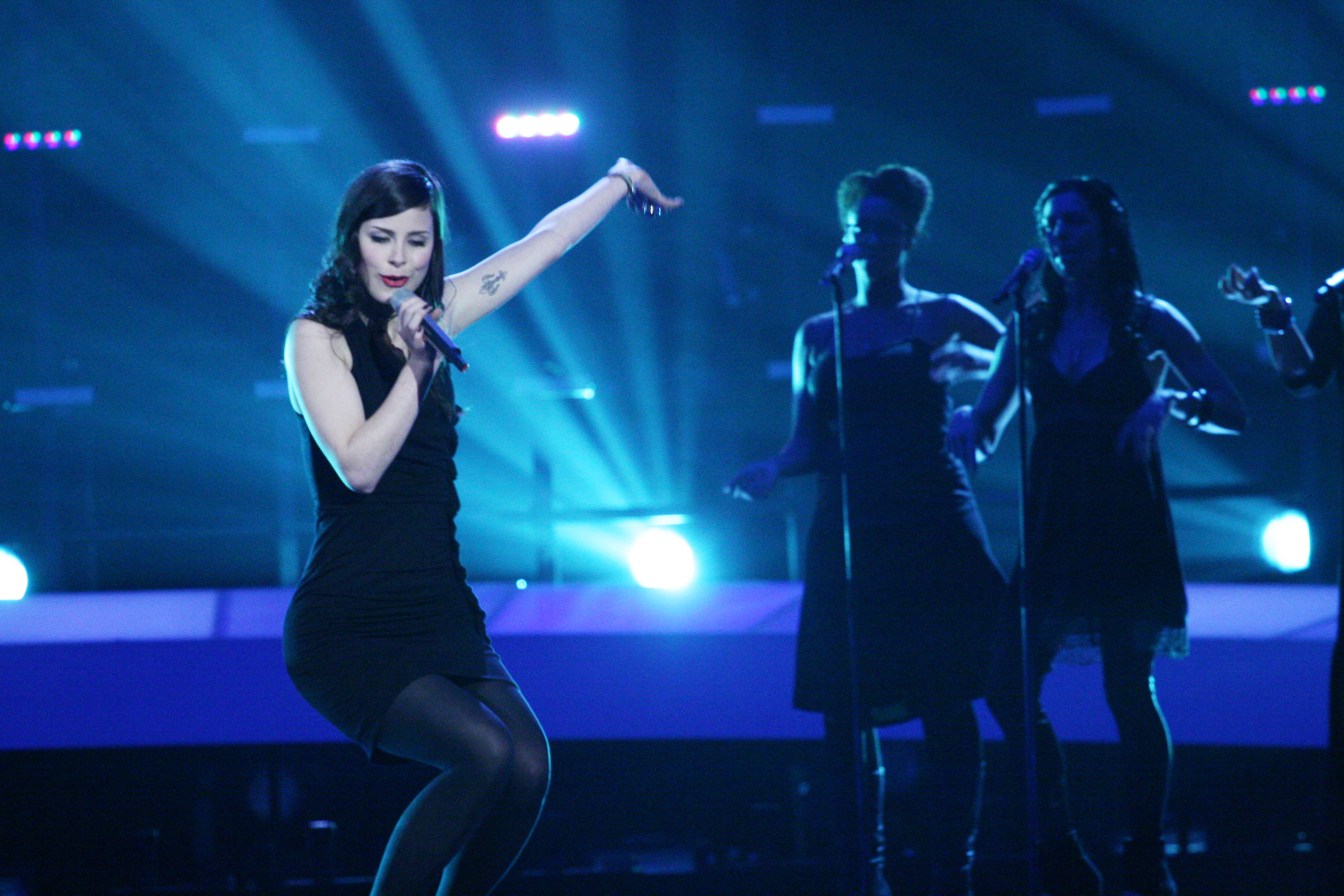
Meyer-Landrut actuando en el Festival de la Canción de Eurovisión 2010 en Oslo, Noruega. Su actuación recibió comentarios mixtos por la prensa europea, donde algunos dijeron que «parecía que cantase en un karaoke con sus amigos». Sin embargo, logró la segunda victoria para Alemania con 246 puntos.

Meyer-Landrut se clasificó automáticamente para la final del Festival de Eurovisión 2010 ya que Alemania forma parte del big five (cinco grandes) que es el bloque en el que permanecen los países que tienen acceso directo a la final. Previamente, era denominado Big Four hasta que regresó Italia al Festival de 2011. Meyer-Landrut llegó una semana antes del festival en Oslo donde realizó cinco ensayos de su canción «Satellite». Antes de la final, que era considerada una de las favoritas, las apuestas de pago la consideraban como la segunda favorita por detrás de Safura de Azerbaiyán, mientras que Google proyectaba que ganaría ya que era la cantante eurovisiva más buscada en esa plataforma. El diario noruego Aftenposten predijo que Meyer-Landrut sería la ganadora del Festival; Lena estuvo sometida a una gran presión mediática durante su estancia en Oslo y captó la atención de todos los medios de comunicación acreditados por su condición de favorita.
La final del festival se celebró el 29 de mayo de 2010 en el Telenor Arena. Actuó en la posición número 22 de 25. Durante su presentación, Meyer-Landrut llevó un sencillo vestido negro en un escenario desnudo con cuatro coristas. Su actuación recibió mucha expectación y tras los ensayos sorprendió tras no contar con ningún tipo de coreografía, algo muy típico en Eurovisión. Al final de la votación, «Satellite» recibió un total de 246 puntos —76 más que la representante de Turquía «We could be the same», de la banda maNga— dando a Alemania su segunda victoria desde 1982, la primera victoria como un país unificado y a Lena un éxito de alcance internacional. Con un margen de 76 puntos de diferencia con el segundo clasificado y teniendo en cuenta el anterior sistema de votación, es actualmente el tercer más grande en la historia de Eurovisión, únicamente avanzado en comparación con el margen de Alexander Rybak de 169 puntos en el festival de 2009 y luego en 2012 por la cantante sueca Loreen que logró un margen de 113 puntos. «Satellite» recibió 12 puntos de Dinamarca, Eslovaquia, España, Estonia, Finlandia, Letonia, Noruega, Suecia y Suiza, llegando así unos días después en el número 1 en las listas de iTunes de cada uno de estos países, con más de 750 000 descargas ocho horas después de que ganase el Festival. Recibió puntos de todos los países menos cinco. Ganar el festival le brindó la oportunidad de viajar por Europa y presentarse en importantes programas de televisión alrededor de la geografía europea.
La victoria de Meyer-Landrut recibió mucha atención en Alemania y el festival fue visto por 15 millones de espectadores en Alemania (una cuota de pantalla de 49,1%), siendo el programa más visto del 2010 en la televisión alemana, superando incluso por delante de la final de la Liga de Campeones de la UEFA 2009-10 por primera vez en la historia. Su victoria provocó un auténtico fenómeno social en Alemania con masivas celebraciones en multitud de ciudades como Berlín, Bonn, Colonia, Friburgo, Dortmund y Stuttgart, entre otras. En su regreso a Alemania fue recibida por una multitud de 40 000 personas en el aeropuerto de Hanóver, su ciudad natal, donde recibió el título honorífico de la ciudad. En junio, «Satellite» recuperó la posición número uno en la lista de sencillos alemanes durante una semana y también alcanzó el número uno en Dinamarca, Finlandia, Noruega, Suecia y Suiza. También encabezó la European Hot 100 Singles Chart, convirtiéndose en la primera canción eurovisiva en lograrlo. Además, alcanzó la cima en las listas musicales de iTunes en toda Europa, siendo en uno de los sencillos más vendidos de todo el continente durante el 2010.

### 2010–2011:Good Newsy regreso a Eurovisión

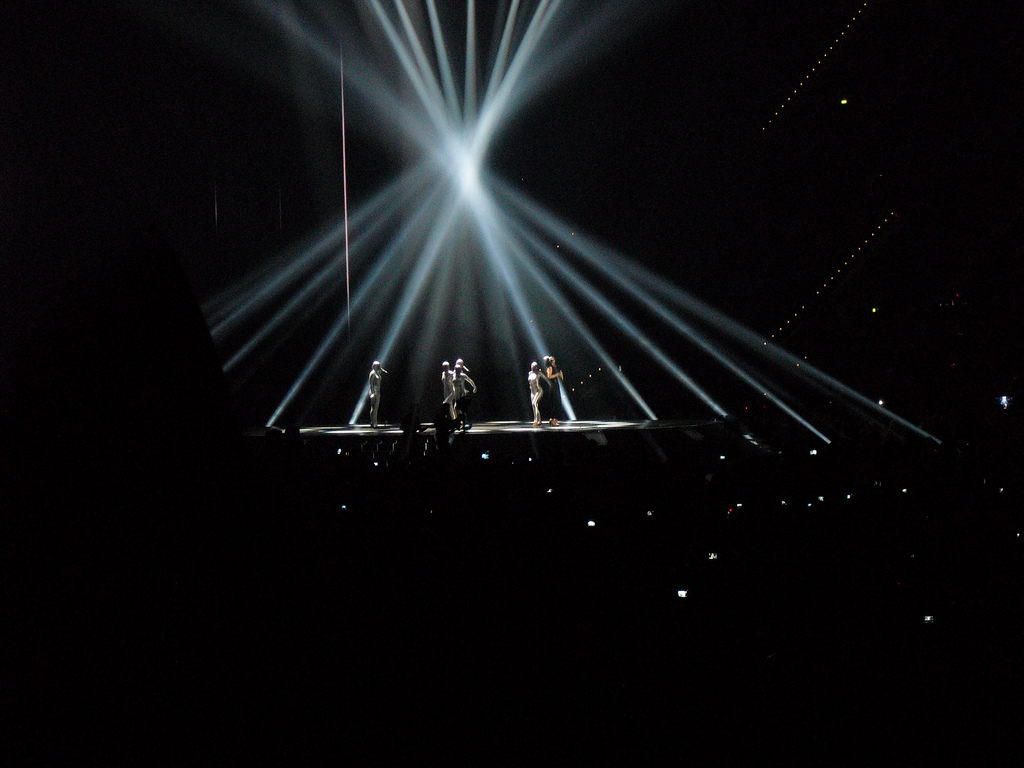
Durante el año 2010, Lena se consolidó como una de las artistas con más éxito en toda Europa, vendiendo la suma total de tres millones de ejemplares entre «Satellite» y My Cassette Player. En la imagen, Lena interpretando «Taken by a Stranger» en Eurovisión 2011 – Düsseldorf, Alemania.

En junio de 2010, Meyer-Landrut prestó su voz para el personaje original hablado por Isabelle Fuhrman en la versión alemana de la película Sammy's Adventures: The Secret Passage. Pocas semanas después de su triunfo en Oslo, la cadena alemana NDR anunció que Lena sería de nuevo la representante de Alemania en Eurovisión 2011, esta vez celebrado en Alemania gracias a su victoria. La decisión no estuvo exenta de polémica, ya que desde 1958 ningún ganador había participado dos años consecutivos en el Festival. Sin embargo, el éxito y popularidad de Lena en Alemania silenció las críticas y finalmente la cantante fue la encargada de presentar todas las canciones candidatas.
En enero de 2011, el programa Unser Song für Deutschland (Nuestra canción para Alemania) fue anunciado. En este programa musical se decidiría qué canción iba a representar a Alemania en Eurovisión 2011. El 18 de febrero se celebró la final, ante una audiencia de 3.25 millones de espectadores, y la audiencia decidió a través del televoto que Meyer-Landrut interpretaría «Taken by a Stranger» en la final del Festival de Eurovisión 2011. La canción fue lanzada el 22 de febrero. Las doce canciones de Meyer-Landrut que fueron presentadas durante el programa fueron grabadas en su segundo álbum de estudio Good News que fue lanzado el 8 de febrero de 2011 y alcanzó el número uno en Alemania. En Austria, alcanzó la posición número siete y permaneció ocho semanas consecutivas en el top 10 de las listas de ventas. En Suiza el álbum debutó en el puesto 27, y su posición más alta fue en el número 15.
En marzo de 2011 Lena ganó dos Echo Music Awards, los premios más prestigiosos de la música alemana, a la mejor artista revelación y mejor artista femenina nacional, donde era una de las máximas favoritas a ganar, optando a cinco premios en distintas categorías: mejor álbum y mejor álbum debut por My Cassette Player, mejor artista pop/rock nacional y mejor canción por «Satellite» —en la que terminó en tercera posición— además de optar al premio de Radio Echo 2011, uno de los premios más importantes de la música alemana. En abril de 2011 presentó en su primera gira la cual recorrió toda Alemania, visitando las arenas más grandes de Berlín, Hanóver, Fráncfort del Meno, Dortmund, Leipzig, Hamburgo, Múnich, Stuttgart y Colonia. La gira se convirtió en una de las veinte giras más recaudadoras de Alemania de 2011 a pesar de no vender todas las entradas disponibles.
El 14 de mayo de 2011 se celebró la final del Festival de la Canción de Eurovisión 2011 en la ciudad alemana de Düsseldorf, concretamente en el estadio ESPRIT arena. En ella, Meyer-Landrut actuó en la posición 16 de 25 participantes e interpretó «Taken by a Stranger», terminando en décima posición con 107 puntos, siendo la segunda mejor posición de un país del Big Five que participaba ese año y durante el transcurso del concurso, fue una de las diez favoritas para alzarse con el triunfo. En noviembre, fue galardonada con dos MTV Europe Music Awards, ganando en las categorías mejor artista alemán y mejor artista europeo, donde llegó a estar nominada a la categoría mejor artista mundial, categoría en la que ganó la banda surcoreana Big Bang.

### 2012–2013:StardustyThe Voice Kids

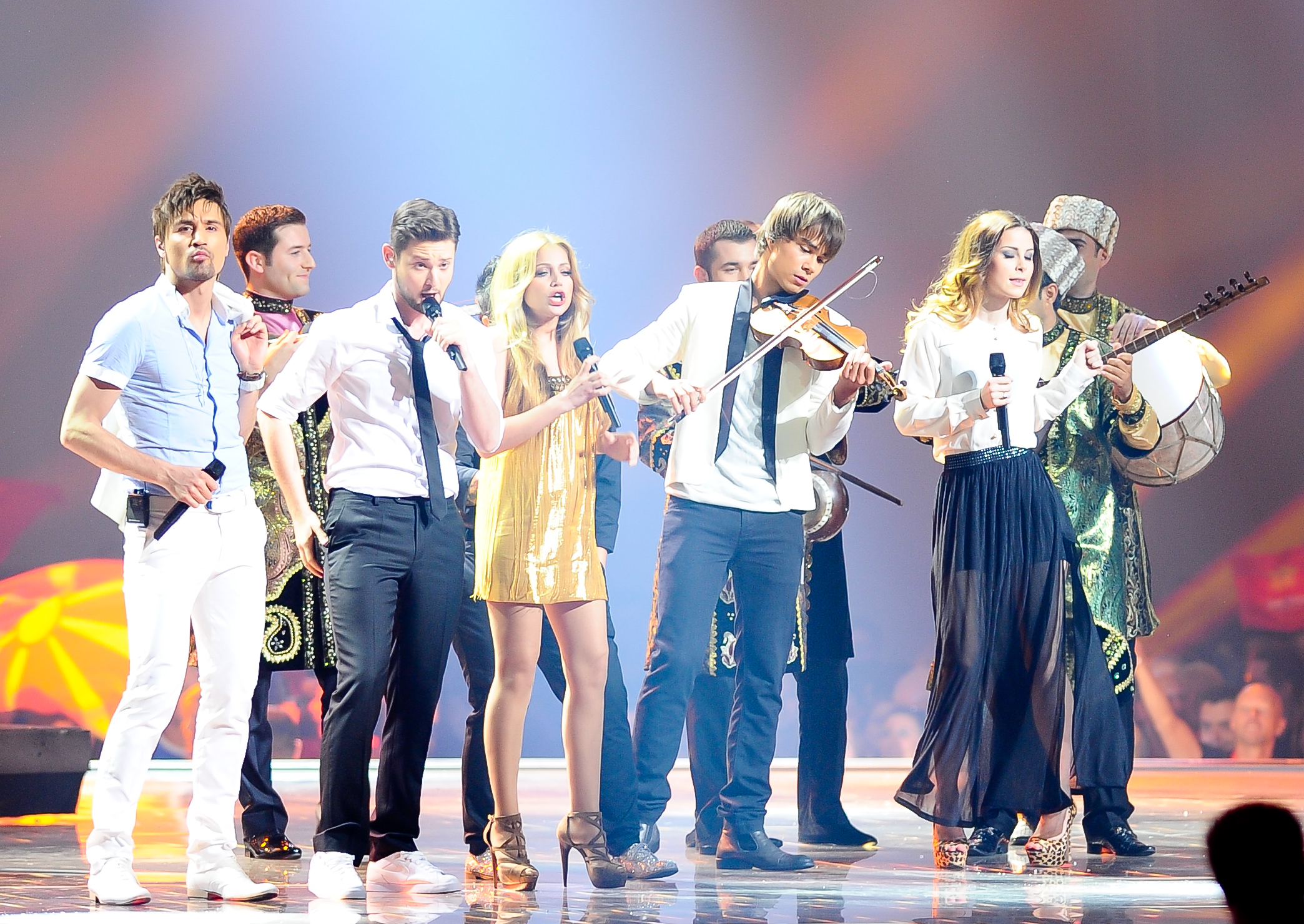
De izquierda a derecha: Dima Bilán, Ell & Nikki, Alexander Rybak y Lena, actuando en la segunda semifinal de Eurovisión 2012. En la imagen, Marija Šerifović no aparece.

El 24 de mayo de 2012 Lena formó parte del acto del intervalo de la segunda semifinal del Festival de la Canción de Eurovisión 2012 celebrado en Bakú, Azerbaiyán. Ella se unió a los cinco últimos ganadores de Eurovisión desde 2007 a 2011 que eran Marija Šerifović, Dima Bilán, Alexander Rybak y Ell  & Nikki. Cada uno de ellos realizó su canción ganadora acompañada de instrumentos tradicionales azeríes y la canción «Waterloo» del grupo ABBA.
El 1 de agosto de 2012 Meyer-Landrut anunció a través de su cuenta de Twitter que «Stardust» sería el primer sencillo de su nuevo álbum con el título del mismo nombre y que el sencillo se lanzaría el 21 de septiembre. La canción fue certificada disco de platino tras vender más de 150 000 copias en Alemania. «Stardust», además, ingresó en el top 10 de diversas listas de éxitos como países como Luxemburgo, pero descendió rápidamente. El álbum Stardust se lanzó el 12 de octubre de 2012 y debutó en el número dos en Alemania. A finales de julio y principios de agosto de 2012, Lena recorrió varias ciudades para promocionar el álbum, creando Lenas Wohnzimmer (El salón de Lena), un programa de radio que visitó Berlín, Colonia, Hamburgo y Múnich, en el que presentó varias de sus nuevas canciones de Stardust a la prensa y fanes. En el álbum —que fue producido en Estocolmo, Londres y Hamburgo— trabajó con artistas alemanes, británicos y suecos. Meyer-Landrut describió las canciones del el álbum como «canciones pop suave y muy lúdicas, todas con la letra muy alegre. Me gusta hacer sonreír a la gente». Más adelante, la cantante viajó a Hamburgo para promover su álbum y dar a conocer algunas canciones inéditas de Stardust con un concierto en el Schmidts Tivoli Theater el 20 de septiembre de 2012 en el Reeperbahnfestival 2012.
En noviembre de 2012 hizo una versión de la canción oficial de la exitosa serie Pipi Calzaslargas titulada «Sjörövarfabbe (Seeräuber-Opa Fabian)» para el álbum recopilatorio Giraffenaffen, álbum en el que participaron diferentes artistas de habla alemana. El sencillo «Stardust» fue elegido como tema principal de la película Jesus liebt mich (Jesús me ama), el cual se lanzó en los cines alemanes en las navidades de 2012. En febrero de 2013, anunció el lanzamiento de «Neon (Lonely People)», canción incluida en el álbum, lanzándose el 15 de marzo de 2013 en radios de toda Europa y al día siguiente en Australia y los Estados Unidos. La canción se lanzó como sencillo acompañado por un vídeo y recibió críticas positivas.

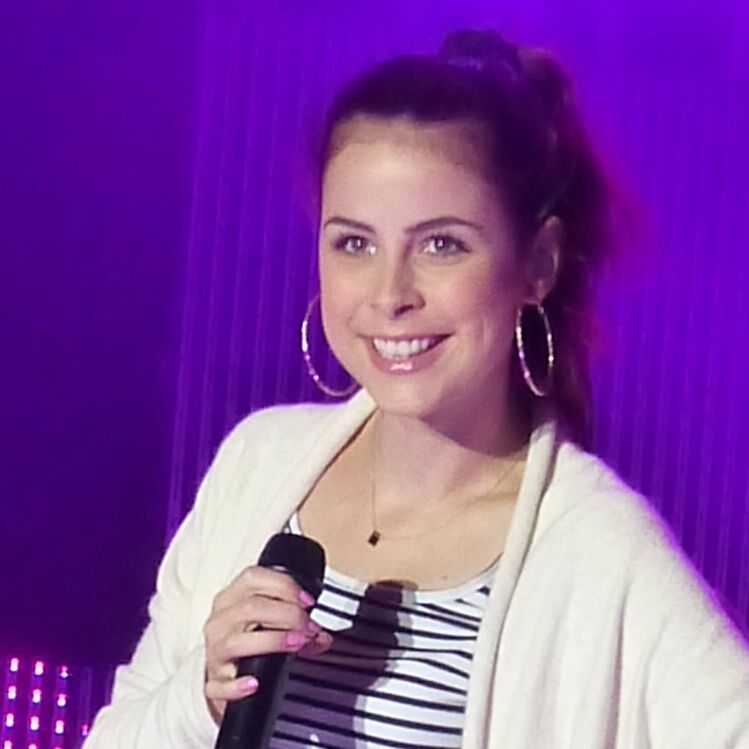
Meyer-Landrut durante un concierto en Wernigerode en septiembre de 2013.

A principios de 2013, Lena anunció que estaría de gira por Alemania en abril, siendo la promoción de su reciente álbum Stardust. Lena tituló su gira "No One Can Catch Us Tour", tomando una frase de «Stardust». Lena dio trece conciertos en Alemania; mientras que anunció otro en Viena, Austria. La gira comenzó en Stuttgart el 2 de abril. Más tarde, anunció que su concierto en Viena quedaba cancelado por causas desconocidas. En marzo de 2013 se estrenó como coach en el concurso The Voice Kids, la versión infantil de The Voice, emitido en el canal infantil KiKA. Fue jurado junto con Tim Bendzko y Henning Wehland y el programa tuvo seis galas.
El 21 de marzo, Lena Meyer-Landrut asistió a la gala de los Echo Music Awards en la que fue nominada a dos categorías de ese año, mejor vídeo Nacional por «Stardust» y mejor artista femenina nacional. Durante la ceremonia ganó la primera categoría gracias a «Stardust», con un vídeo rodado en Navarra; este hecho sorprendió a la audiencia pues no era la clara favorita para ganar, quitándole así el premio a «Easy» del rapero Cro, el favorito para llevarse el premio en dicha categoría. El 18 de abril, Lena anunció en su página web que el tercer sencillo que lanzará será «Mr. Arrow Key» y que iba a lanzarse el 17 de mayo. La canción fue escrita por Lena Meyer-Landrut, Linda Carlsson y Sonny Boy Gustafsson y la pista original para el álbum fue producida por Gustafsson. El 18 de mayo, en la final del Festival de la Canción de Eurovisión 2013, Lena fue la portavoz de Alemania dando los votos en directo desde Hamburgo. Durante la transmisión se equivocó al dar los puntos, lo que se convirtió en uno de los temas más comentados en Twitter. También fue miembro del jurado alemán.
En junio de 2013, Lena apareció en un comercial de Stefan Raab cantando una canción de rock, mientras se ducha completamente vestida. Un mes después, se anunció que doblará la voz del personaje de Jane Porter en la próxima película de Tarzán que será en 3D que se estrenó en los cines alemanes en octubre de 2013 (Tarzan 3D!). En el mismo mes dobló la voz del mono Luca en los dos audiolibros Giraffenaffen - Wir sind da! (Jirafa-monos - ¡Aquí estamos!) y Giraffenaffen - Die Schatzssuche (Jirafa-monos - Búsqueda del tesoro), que también fueron lanzados en octubre de 2013. Desde septiembre de 2013 fue la publicitaria del grupo de cosméticos francés L'Oréal, y colaboró de nuevo con Raab en la canción «Revolution» para la banda de este llamada Dicks on Fire.

### 2014–2017:Crystal Sky, televisión y consagración

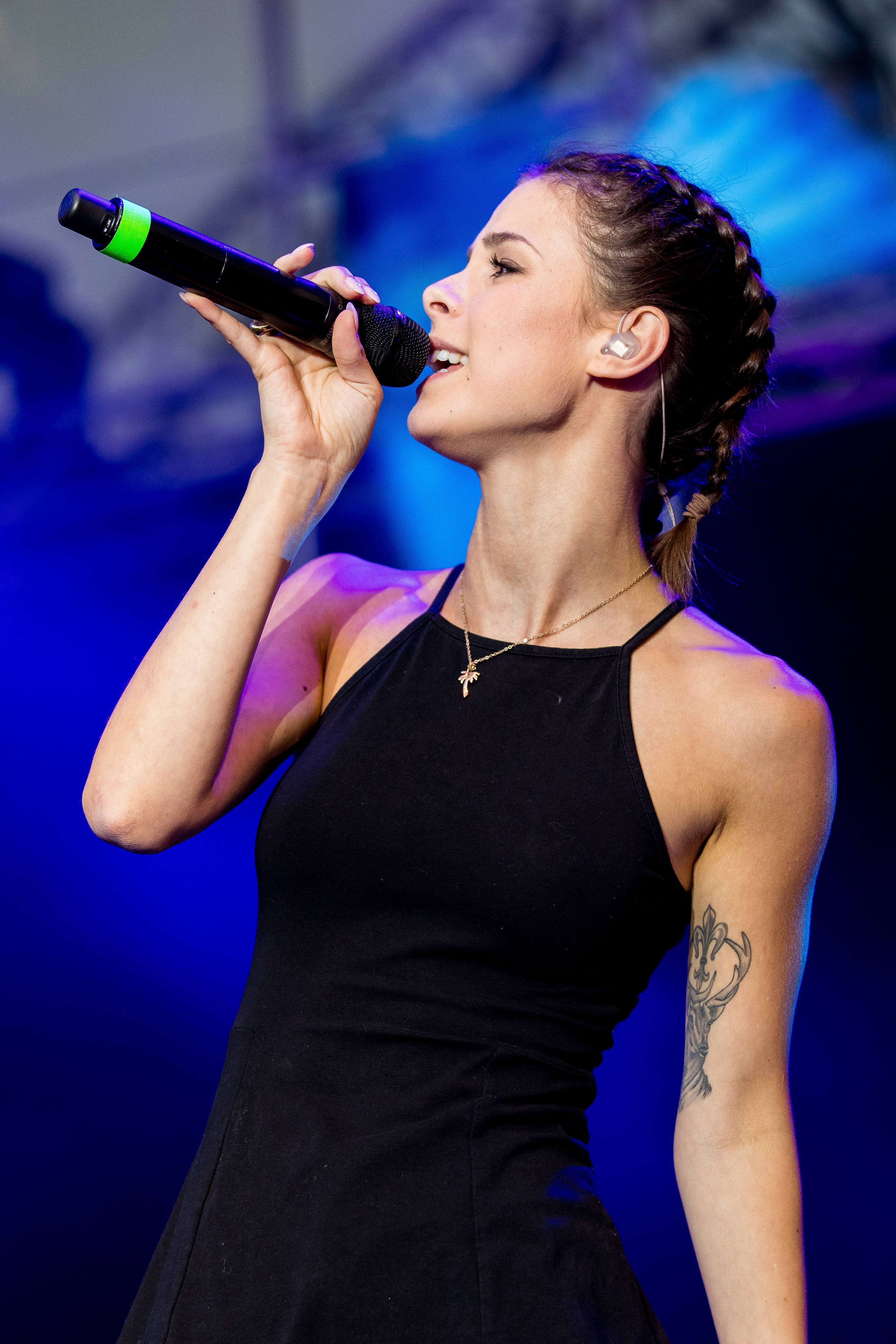
Meyer-Landrut en Ludwigshafen am Rhein durante el Stadtfest Ludwigshafen en julio de 2016.

En enero de 2014, Meyer-Landrut viajó hacia Nueva York para comenzar la producción de su nuevo álbum de estudio con el productor Bosko. En ese mismo mes, se anunció que Lena volvería a ser coach de la segunda temporada del programa musical The Voice Kids, con Henning Wehland y Johannes Strate (de la banda Revolverheld) y el programa se emitió entre marzo y mayo de 2014, cosechando buenos resultados de audiencia. Nuevamente, en enero de 2015, se confirmó que Meyer-Landrut repetiría como coach en la tercera edición del programa, donde se emitió en 2015 y resultó ser la coach ganadora de esa edición en un máximo de audiencia. Su sencillo «Stardust» fue la canción original del anuncio del canal británico ITV en 2014, donde en él aparecen figuras internacionales como Alesha Dixon, Amanda Holden Diversity o Simon Cowell y se retransmitió en todo el Reino Unido. En mayo de 2014, Meyer-Landrut visitó el estudio de Yoad Nevo en Londres y en junio, trabajó con la cantante australiana Kat Vinter en Berlín y con la cantante Rosi Golan en Los Ángeles para su nuevo álbum. También trabajó en algunas piezas del nuevo álbum en Brighton, Reino Unido. Meyer-Landrut grabó la canción «Schlaft alle» para el álbum recopilatorio Giraffenaffen 3 –que fue lanzado en noviembre de 2014– y se encargó de dar su toque personal a «A Whole New World», tema cantado por Lea Salonga en la versión original de Aladdín, para el álbum I love Disney, lanzado en Alemania a finales de 2014.
Meyer-Landrut anunció el 7 de agosto de 2014 a través de su cuenta de Twitter el título de su cuarto álbum de estudio, Crystal Sky, y se mencionó que se lanzaría en un principio a fines de 2014 o a principios de 2015. El 9 de marzo de 2015 se anunció que el primer sencillo de Crystal Sky, «Traffic Lights», se daría a conocer el 1 de mayo, seguido por el lanzamiento del álbum el 15 de mayo. En algunas encuestas realizadas por diferentes revistas alemanas, entre el 35% y el 50% de los lectores lo nombraron el «álbum más esperado» para el 2015. «Traffic Lights» debutó en el top quince de las mejores canciones de Alemania, en la posición número 14, así como en el top cien las listas de Austria y Bélgica. El sencillo contó con comentarios generalmente muy positivos, pero no obtuvo la misma suerte en las listas en comparación a «Stardust», lanzado en 2012. En contraste, Crystal Sky debutó en la posición número 2 en la lista de los álbumes más vendidos de Alemania, siendo su cuarto debut top tres consecutivo en dicha lista. Después del lanzamiento del álbum, Meyer-Landrut creó un canal en YouTube titulado «helloleni» donde cuelga vídeos de la promoción del álbum, responde las preguntas que le hacen sus seguidores en las redes sociales y hace covers de sus canciones favoritas, como «Blank Space» de Taylor Swift, con el que recibió buenas críticas. En abril de 2016, su canal contaba con cerca de 300 000 suscriptores. En septiembre de 2015, la cantante colaboró en la banda sonora de la popular película alemana Fack ju Göhte 2 con la canción «Wild & Free», el tema principal de la película. Recibió críticas muy buenas e incluso la compararon con artistas internacionales como Ellie Goulding y Carly Rae Jepsen. La canción alcanzó la posición número 8 en las listas de Alemania y la 32 en Austria, convirtiéndose en su canción más popular en tres años. El 15 de septiembre, Meyer-Landrut consiguió un «comodín» para ser nominada en la categoría de mejor artista alemán en los MTV Europe Music Awards 2015, después de que sus fanes alrededor del mundo ganasen el concurso de elegir un candidato, convirtiéndose así en la quinta nominada y cerrando la lista. En noviembre de 2015, fue galardonada con dicho premio, aunque en la nominación de mejor artista europeo perdió ante el italiano Marco Mengoni.  En octubre de 2015 y febrero de 2016, se embarcó en la gira Carry You Home Tour y dio conciertos alrededor de la geografía alemana obteniendo buenas críticas por su madurez musical y agotando casi todos los conciertos, con ganancias de cerca de 50 000 €por concierto. En 2016, repitió como jurado en la versión alemana de The Voice Kids. Ese mismo año, Meyer-Landrut dobló la voz del personaje Poppy en la versión alemana de Trolls. En abril de 2017, Lena publicó «Lost in You», que estaba intencionado para ser el primer sencillo de su nuevo álbum Gemini. La canción alcanzó el número 58 en Alemania.
En 2017 también se enmarca en numerosos proyectos televisivos. En febrero, fue una de los tres miembros de jurado del programa Unser Song 2017, creado explícitamente para elegir al representante de Alemania en el Festival de la Canción de Eurovisión 2017. Además, participó en la cuarta temporada del programa de televisión alemán Sing meinen Song - Das Tauschkonzert, la versión alemana de A mi manera. El tercer episodio estuvo dedicado a Lena y allí estrenó una nueva canción en directo, «If I Wasn't Your Daughter». Inmediatamente, la prensa alemana analizó la letra y el contenido de la canción, que se refiere a la relación de Lena con su padre que abandonó a la familia cuando ella tenía dos años y que nunca contactó con ella desde entonces. La canción debutó en el número 42 en Alemania y fue un éxito en Suiza debido a su gran radiodifusión. En mayo de 2017, se lanzó un álbum recopilatorio de Sing meinen Song y alcanzó el número uno en Alemania y Austria.

### 2018–presente:Only Love, LyLoyal to Myself

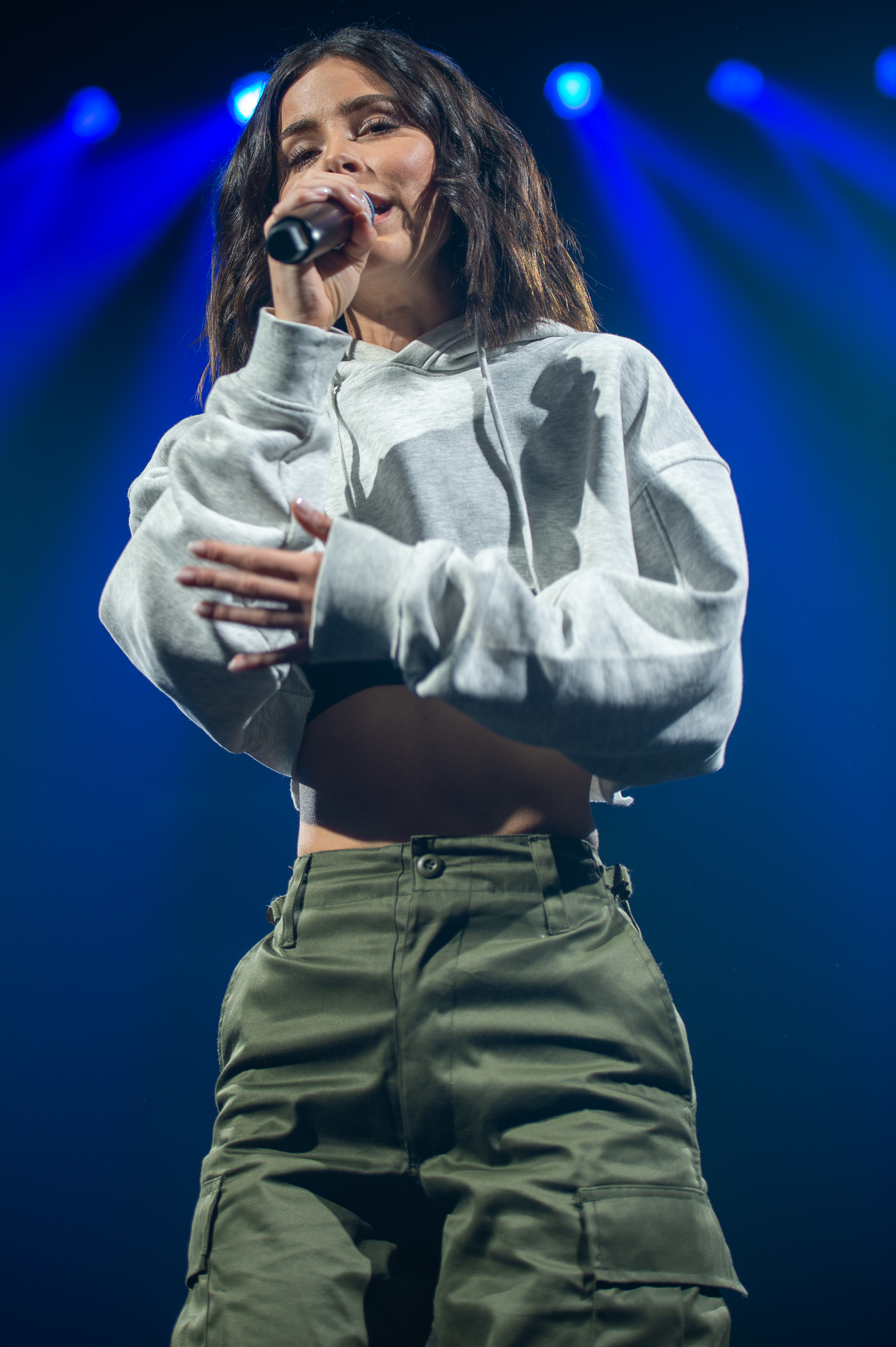
Lena durante un concierto en 2019.

En junio de 2018, Lena colaboró con DJ Topic y Juan Magán en el sencillo veraniego «Sólo contigo». Ese mismo año, regresó como coach en The Voice Kids que se emitió en la primavera de 2019. En noviembre de 2018, Lena lanzó «Thank You» como el primer sencillo de su siguiente álbum Only Love, L. De acuerdo a una entrevista, anteriormente éste iba a ser nombrado Gemini pero descartó todo el trabajo porque no le gustaba el sonido. «Thank You» tuvo buena acogida por parte de los críticos y alcanzó el número 40 en Alemania. En marzo de 2019 lanzó el segundo sencillo, «Don't Lie to Me». La canción alcanzó el número 63 en Alemania. La canción «Sex in the Morning» con el rapero británico Ramz se lanzó el 29 de marzo de 2019. Only Love, L se lanzó el 5 de abril de 2019 y debutó en el número 2 en Alemania, convirtiéndose en su quinto álbum consecutivo en debutar en el top 2 en Alemania. En mayo de 2019, Lena colaboró con el cantante británico Tom Walker en la canción «Just You and I». En diciembre de 2019, Lena se convirtió en una de las diez artistas alemanas más escuchadas en Spotify de la década de 2010.
En junio de 2022, Lena lanzó «Looking for Love», su nueva canción en tres años. El 16 de junio de 2023, Lena lanzó el sencillo «What I Want» que formaría parte de su sexto álbum de estudio. El 27 de octubre de 2023 lanzó «Straitjacket» como segundo sencillo del álbum Loyal to Myself, su nuevo álbum en cinco años que se lanzó el 31 de mayo de 2024. El álbum recibió buenas críticas, que fue descrito como un «álbum sólido de pop maduro», y debutó en la quinta posición en Alemania.

## Imagen pública
| «El 29 de mayo de 2010 fue el día más feliz para Alemania. Desde que Oliver Bierhoff marcó el gol que daba la Eurocopa a los alemanes en 1996, no había sucedido nada más. Desde que la joven chica que parecía cantar en un karaoke con sus amigos apareció en el escenario de Oslo, Alemania volvió a vivir el sentimiento de felicidad que todos los alemanes estábamos esperando desde hacia 28 años». — Hape Kerkeling comentando sobre la victoria de Lena en Oslo. |

Meyer-Landrut ha sido señalada por su manera poco convencional de tratar a la prensa; ha sido etiquetada como «distante», así como «sagaz» e «intuitiva». Ella usualmente se niega a responder preguntas sobre su vida privada, incluyendo su familia, amigos y creencias personales, donde a veces se ha referido a ellas como «preguntas estúpidas». Esto ha atraído tanto elogios como críticas, incluyendo acusaciones de arrogante.
El semblante de Meyer-Landrut ha sido descrito como «despreocupada», «relajada y modesta». Ella ha dicho que posee una «adecuada megalomanía juvenil», y «cultiva sus propias cosas», su «autenticidad sin adornos» y «su sinceridad». También ha dicho que da «enamoramiento a ritmo» y desenfoque de «la fina línea entre el amor de cachorro y obsesión psicótica». Su voz ha sido por igual aclamada y criticada. Ha sabido imitar muchos acentos, donde, tras ser entrevistada por una cadena de televisión australiana, ella respondía con un acento del estilo de la ciudad de Melbourne, abiertamente perfecto. En un intento de explicar el éxito de Meyer-Landrut, su aparición ha sido llamada una «combinación de belleza, profesionalidad y un poco de locura». También ha sido alabada por su carisma y su presencia escénica.

## Filmografía

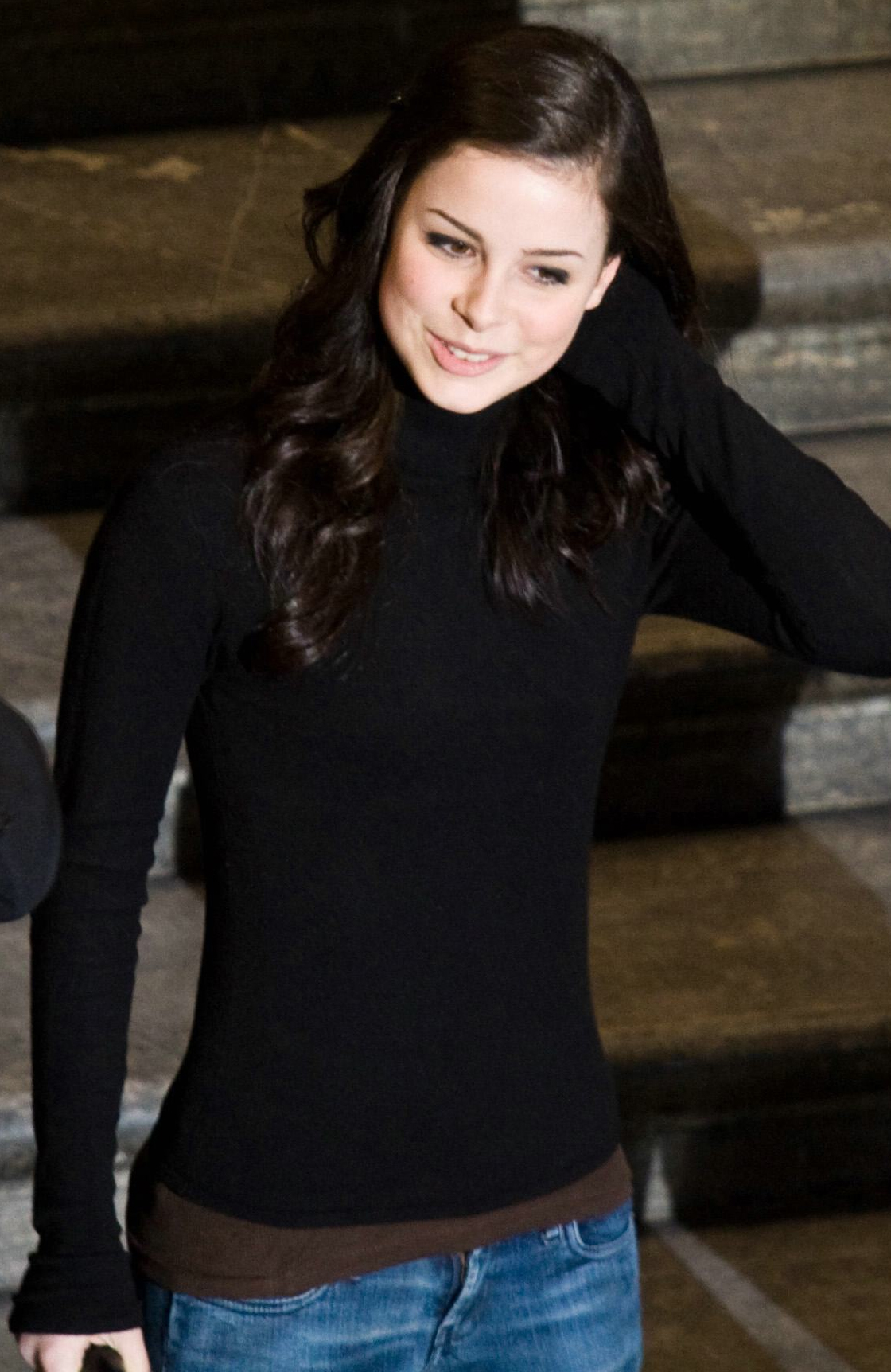
Lena en el ayuntamiento de Hanóver después de ganar Unser Star für Oslo, marzo de 2010.

### Televisión
| Televisión | Televisión                           | Televisión               | Televisión                                              | Televisión                  |
| Año        | Título original                      | Personaje                | Episodios                                               | Notas                       |
| ---------- | ------------------------------------ | ------------------------ | ------------------------------------------------------- | --------------------------- |
| 2009       | K11 – Kommissare im Einsatz          | Chica                    | Temporada 7 – episodio 102: In der Schusslinie          | Aparición cameo             |
| 2009       | Helfen Sie mir!                      | Chica de la piscina      | Temporada 1 – episodio 3, parte 2: Bei Nacht im Freibad | Aparición cameo             |
| 2009       | Richter Alexander Hold               | Chica                    | Temporada 7 – episodio 220: Unter der Maske             | Aparición cameo             |
| 2011       | Ladykracher                          | Reihe                    | Temporada 6 – 2 episodios                               | Aparición cameo             |
| 2013       | The Voice Kids Deutschland           | Ella misma (coach)       | Temporada 1 – 6 episodios                               |                             |
| 2014       | The Voice Kids Deutschland           | Ella misma (coach)       | Temporada 2 – 8 episodios                               |                             |
| 2015       | The Voice Kids Deutschland           | Ella misma (coach)       | Temporada 3 – 8 episodios                               | Ganadora de los coach.      |
| 2016       | The Voice Kids Deutschland           | Ella misma (coach)       | Temporada 4 – 8 episodios                               |                             |
| 2017       | Sing meinen Song – Das Tauschkonzert | Ella misma (concursante) | Temporada 4 – 7 episodios                               | Episodio 3 dedicado a ella. |
| 2019       | The Voice Kids Deutschland           | Ella misma (coach)       | Temporada 7 – 8 episodios                               |                             |
| 2020       | The Voice Kids Deutschland           | Ella misma (coach)       | Temporada 8 – 8 episodios                               |                             |

### Cine
| Cine | Cine                                            | Cine        | Cine                          |
| Año  | Título original                                 | Personaje   | Notas                         |
| ---- | ----------------------------------------------- | ----------- | ----------------------------- |
| 2010 | Las aventuras de Sammy: Un viaje extraordinario | Shelly      | Papel de voz (doblaje alemán) |
| 2013 | Giraffenaffen – Wir sind da!                    | Luca        | Papel de voz (doblaje alemán) |
| 2013 | Giraffenaffen – Die Schatzsuche                 | Luca        | Papel de voz (doblaje alemán) |
| 2013 | La leyenda de Tarzán                            | Jane Porter | Papel de voz (doblaje alemán) |
| 2016 | Trolls (película)                               | Poppy       | Papel de voz (doblaje alemán) |
| 2019 | Wonder Park                                     | June        | Papel de voz (doblaje alemán) |

## Discografía
Álbumes de estudio
- 2010: My Cassette Player
- 2011: Good News
- 2012: Stardust
- 2015: Crystal Sky
- 2019: Only Love, L
- 2024: Loyal to Myself

## Giras
- 2011: Lena Live Tour
- 2013: No One Can Catch Us Tour
- 2015 Carry You Home Tour
- 2016 Carry You Home Tour 2.0
- 2017 End Of Chapter One Tour

## Leer más
Inglés
- Brey, Marco. Lena Meyer-Landrut gets German ticket to Oslo. Eurovision.tv. 12 de marzo de 2010. Accedido el 14 de abril de 2010.
- Tarr, Sophie. Hanover teenager named Germany's hope for Eurovision. Deutsche Welle. 12 de marzo de 2010. Accedido el 14 de abril de 2010.
- European Broadcasting Union. Biography – About Lena. Eurovision.tv. Accedido el 14 de abril de 2010.
- Friedman, Deborah. Germany sends Eurovision star Lena into orbit (Interview). Deutsche Welle. 13 de abril de 2010. Accedido el 14 de abril de 2010.
- Adams, Will. Germany's Eurovision 2010 Song: "Satellite" by Lena Meyer-Landrut. The Huffington Post. 4 de mayo de 2010. Accedido el 6 de mayo de 2010.
- Spiegel.net GmbH. The Cult Of Lena-ism – Eurovision's Next Winner?. Spiegel Online. 21 de mayo de 2010. Accedido el 23 de mayo de 2010.

Alemán
- Kistner, Anna. Ein bisschen Frieden. Jetzt.de. 23 de febrero de 2010. Accedido el 14 de abril de 2010. (en alemán)
- Pilz, Michael. Moderne Wolpertinger sollt ihr sein. Die Welt. 17 de marzo de 2010. Accedido el 14 de abril de 2010. (en alemán)
- Dörfler, Sebastian. Verdammte Scheiße, ist die echt!. Die Tageszeitung. 25 de marzo de 2010. Accedido el 14 de abril de 2010. (en alemán)
- Herzinger, Richard. Fräulein Wunder mit Knuddelfaktor. Die Welt. 28 de marzo de 2010. Accedido el 14 de abril de 2010. (en alemán)
- Rapp, Tobias. Lenaismus. Der Spiegel. 14/2010. Accedido el 14 de abril de 2010. (en alemán)